# Witch Bloc
Ne doit pas être confondu avec Women's International Terrorist Conspiracy from Hell.
Le Witch Bloc Paris est un collectif féministe militant anonyme en non-mixité de femmes et personnes queers. Le Witch Bloc se revendique féministe et anarchiste, anti-raciste, anti-capitaliste, anti-fasciste, pour les droits des travailleurs du sexe, et des personnes LGBT.
Le groupe apparaît pour la première fois pour le rassemblement du 12 septembre 2017 contre la réforme du code du travail français. Les manifestants réutilisent l'archétype de la sorcière pour symboliser leurs positions féministes.

## Histoire
Le witch bloc s'inspire du mouvement W.I.T.C.H., d'abord créé dans les années 1960 aux États Unis puis refondé en novembre 2016 à Portland,

## Groupes
Le collectif est basé en région parisienne et des autres groupes se sont formés à Toulouse, Nancy, Strasbourg et à Rennes.

## Actions
Le Witch Bloc organise des manifestations, mais aussi des rituels.